# 레드 스노우

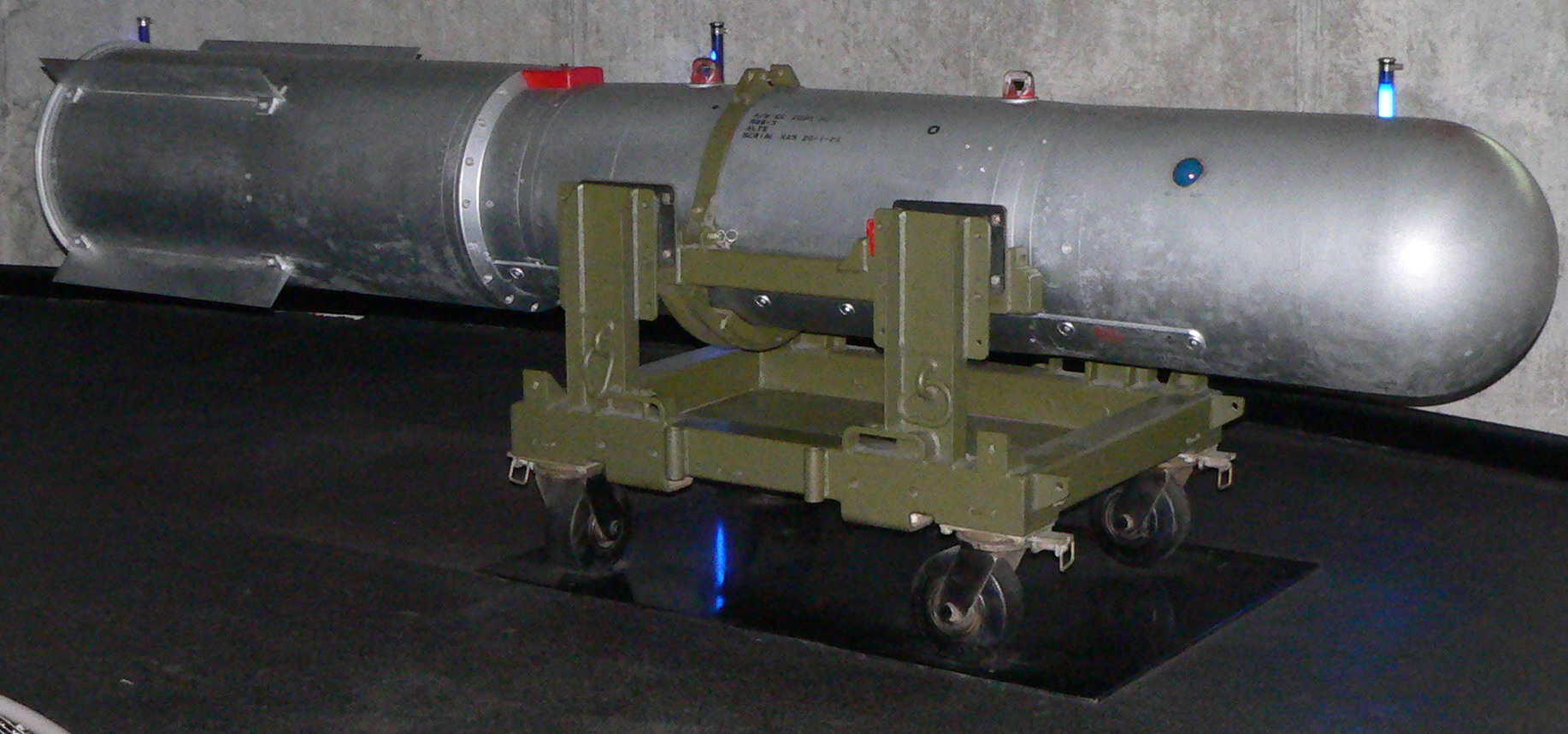
미국 마크28 F1 수소폭탄

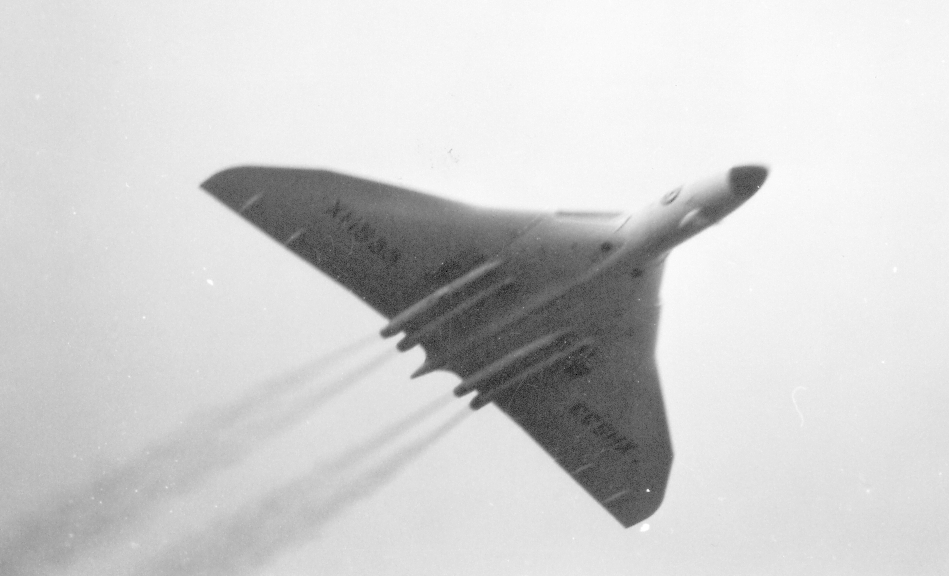
영국 공군의 아브로 불칸 핵폭격기

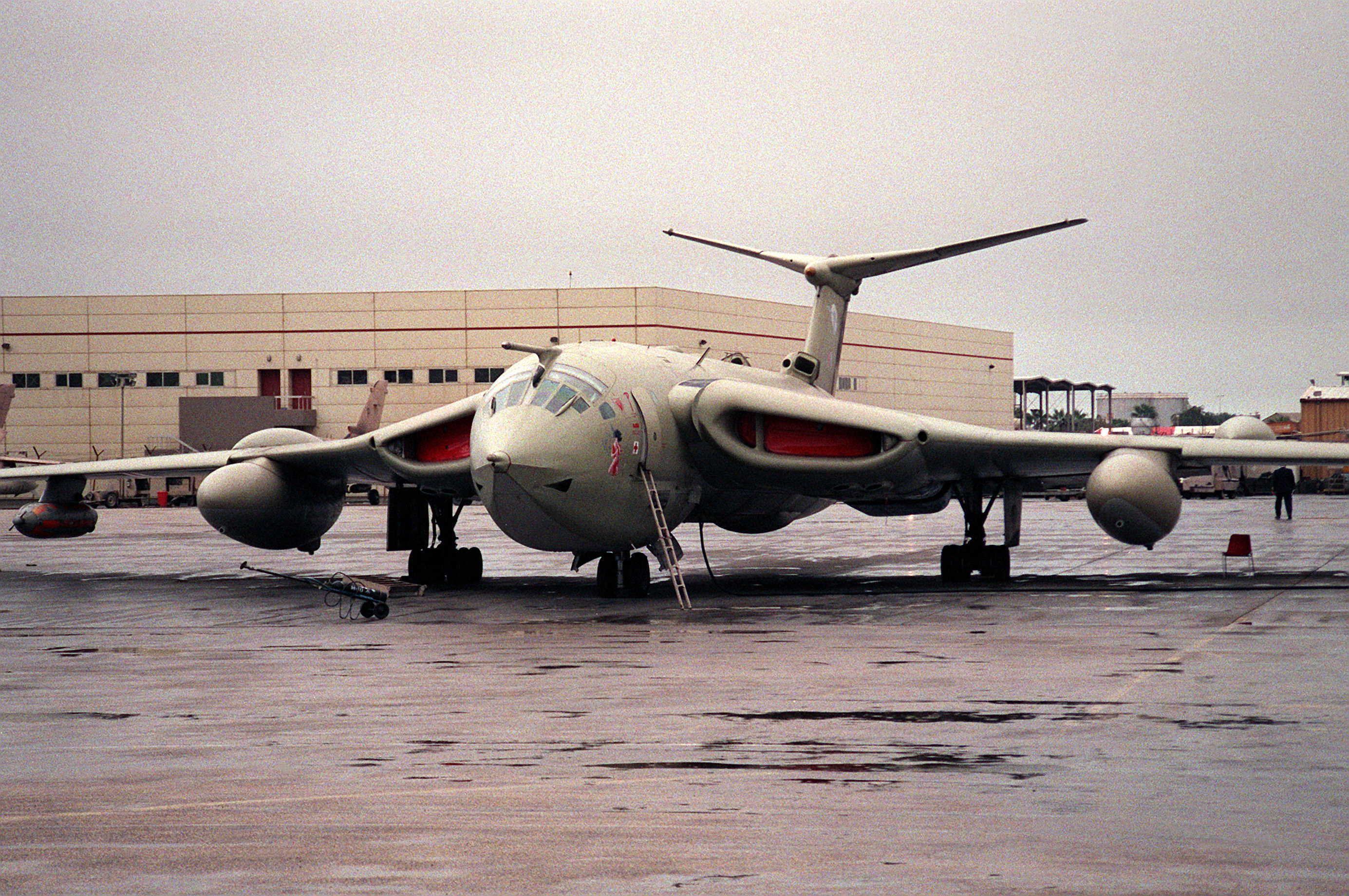
영국 공군의 핸들리 페이지 빅터 핵폭격기

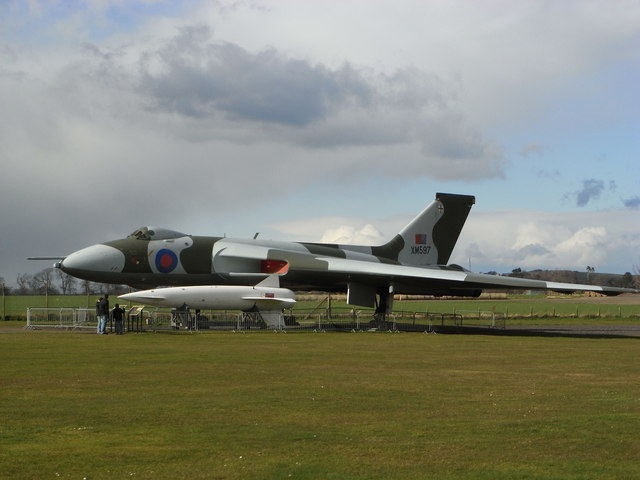
아브로 불칸 핵폭격기는 블루 스틸 공대지 핵미사일 한발을 장착한다

레드 스노우는 영국 공군의 수소폭탄이다. TNT 1.1메가톤 폭발력이며, 1961년부터 1972년까지 V 폭격기에 사용되었다.

## 역사
영국 공군은 1960년대부터 1990년대까지 40년 동안 핵폭격기, 핵전투기에 수소폭탄을 실전배치해 사용했다. 1960년대는 레드 스노우 수소폭탄, 1970년대부터 1990년대까지 30년 동안은 소형화에 성공한 WE.177 수소폭탄을 사용했다.
1958년 미영 상호방위조약에 따라, 영국군이 미국 B28 핵폭탄을 사용하기로 하였다. 상호방위조약으로 영국에 배치된 미국 핵폭탄은 폭발력 1.1Mt인 B28 mod1 수소폭탄이 유일했다.
1958년 9월 B28 핵폭탄의 영국산인 레드 스노우 개발이 결정되었다. 1961년 실전배치되었으며, 1972년 WE.177 수소폭탄으로 대체될 때까지 사용되었다. 150발 정도가 생산되었다.
레드 스노우 수소폭탄은 옐로우 선 자유낙하 폭탄과 블루 스틸 미사일의 핵탄두로 사용되었다.
- 옐로우 선 자유낙하 수소폭탄, 무게 3.2톤, 1.1Mt 레드 스노우 수소폭탄
- 블루 스틸 공대지 핵미사일, 무게 7.7톤, 사거리 926 km, 속도 마하 3, 1.1Mt 레드 스노우 수소폭탄

1962년부터 아브로 불칸 B.2 폭격기 3개 비행대대와 핸들리 페이지 빅터 B.2 2개 비행대대에 블루 스틸 미사일을 장착했다.
아브로 불칸, 핸들리 페이지 빅터 폭격기는 둘 다 최대이륙중량 93톤으로, 무게 7톤 블루 스틸 미사일 한발 또는 무게 3톤 옐로우 선 자유낙하 수소폭탄 한발을 장착했다. 모두 1.1메가톤 수소폭탄이다.
최대이륙중량 93톤인 불칸과 빅터 전략핵폭격기는 미국 공군의 최대이륙중량 100톤 B-47 전략핵폭격기와 비슷하다. 2017년 현재 사용중인 최대이륙중량 200톤의 B-52, B-1 랜서, B-2 스피릿 전략핵폭격기의 절반 크기이다.

## WE177
1972년 레드 스노우 핵폭탄은 WE.177 핵폭탄으로 대체되었다. 1969년 실전배치된 WE.177 핵폭탄은 영국 공군의 마지막 핵폭탄이며, 319발이 배치되었다가 1998년에 모두 퇴역했다. 레드 스노우와는 달리, 소형화에 성공했기 때문에, 대형 전략폭격기가 필요없고, 전투기에 장착이 가능했다.
- WE.177A, 무게 272 kg, 폭발력 TNT 10 kt, 자유낙하 증폭핵분열탄, 전술핵무기
- WE.177B, 무게 457 kg, 폭발력 TNT 450 kt, 자유낙하 수소폭탄, 전략핵무기
- WE.177C, 무게 457 kg, 폭발력 TNT 200 kt, 자유낙하 수소폭탄, 전략핵무기

레드 스노우가 1메가톤 폭발력에 무게 3톤인데 비해, WE177은 450 kt 폭발력에 450 kg으로 폭발력당 무게가 3배 가벼워졌다. 2017년 현재 미국 공군이 사용하는 B61 핵폭탄은 300 kt 폭발력에 300 kg, B83 핵폭탄은 1Mt 폭발력에 1톤으로, 미국과 핵폭탄 소형화 기술력이 동일하다고 평가된다.
1991년 소련이 멸망하여 냉전이 해체된 이후, 영국은 모든 영국 공군의 핵폭탄을 폐기하고, 오로지 영국 해군의 전략원잠만 사용하기로 핵군축을 단행했다. 2017년 현재 영국의 핵무기는 뱅가드급 잠수함 4척에 탑재된 SLBM이 전부이다. 8개 다탄두인 SLBM 16발을 탑재한 4척으로서 모두 수소폭탄 512발 분량이다.

## 대한민국
2017년 북핵문제로 한국은, 비핵화를 지지한다는 입장이면서도, 오산공군기지에 수소폭탄 작전을 전담하던 미국 전략 공군 사령부와 비슷한, 전략사령부를 창설할 계획이다. 오산공군기지는 주한미군의 미8공군 사령부가 주둔해 있는 곳이다.
한국과 GDP가 비슷한, 영국 공군의 2가지 수소폭탄 사례가 참고가 될 수 있다. 즉, 영국 공군은 냉전이 한창이던 시절, 30년 동안을 전투기에 탑재가 가능한 300 kt 300 kg인 B61 핵폭탄과 유사한 450 kt 450 kg WE177 핵폭탄 300발을 사용했다.
비핵화와는 다른 방향인 전략 공군 사령부를 2017년에 창설한다는 한국 공군도, GDP가 비슷한 영국의 사례에 비추어 본다면, 북핵문제가 풀리지 않을 경우 30년 동안 전투기용 수소폭탄 300발 정도를 배치할 수도 있을 것임을 추측할 수 있다.

## 같이 보기
- V 폭격기